# Школа річки Гудзон

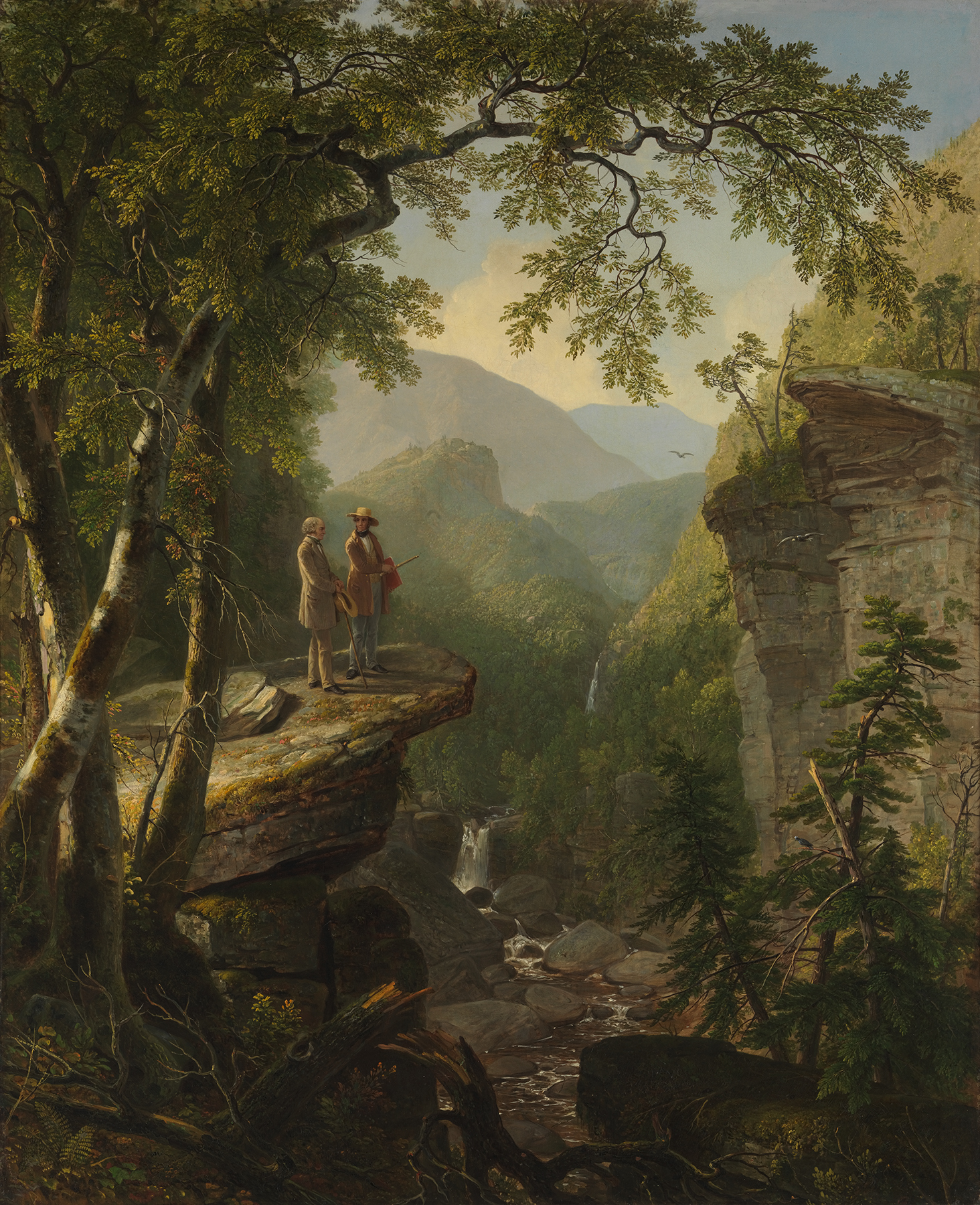
Ашер Браун Дюран. Подібні характери. 1849

Школа річки Гудзон (англ. Hudson River School) — школа живопису США, що виникла в 1820 р. під впливом романтизму. До неї належало понад 50 художників, які почали живописати спочатку округи річки Гудзон (звідки і виникла назва школи). Її представники на своїх полотнах оспівували дику природу Америки, намагалися показати, що своєю святістю, незайманістю після Творця дика природа все ще залишається еталоном і стандартом невинності і чистоти. Школа річки Гудзон сприяла створенню перших американських національних парків. Засновником школи вважається американський живописець Т. Коул, її основними представниками Ф. Черч, А. Бірштадт, Т. Моран, Е. Дюранд.

## Засновник школи Т. Коул
Томас Коул, послідовник В. Тернера, емігрував з Англії до США в 1818 р. 17-річним юнаком. Коул першим у США став живописати дику природу, за що проголошений засновником школи. На нього сильний вплив мав В. Ворсворд, який захоплювався у своїх віршах вільною природою. Сам Т. Коул вважав, що якщо природа не порушена людиною, тоді їй легше познайомитися з рукою Бога. Він свято вірив, що якщо дикий американський ландшафт був новим Едемським садом, то саме вони, художники, зберігають ключ від його входу. У своєму «Есе про американський пейзаж» Коул писав: "Вже зараз з'явилися люди, які побоюються, що з приходом цивілізації і культури загине велич дикої природи. Природа запропонувала нам багатий, шикарний бенкет. Чи повинні ми відвертатися від нього? Ми все ще в Едемі, стіна, яка розділяє нас з райським садом — це наше власне незнання і дурість ". Згідно думки одного з друзів, Т. Коул «намагався втілити те, що було характерним у дивовижній величі і дикості гори, озера, ліси і американської дикої природи». Коул дружив з письменником В. Брайантом, який одним з перших в США став оспівувати дику природу. Він прекрасно відчував моральне і релігійне значення вільної природи, його «Лісовий гімн» починається зі слів: «Гаї були першими божими храмами».

## Шедеври школи річки Гудзон
До безумовних шедеврів школи річки Гудзон належать роботи Т. Коула — «Водопал Каатерскіл», «Гора Форд», «Вид на Катскіл. Рання осінь», пейзажі Ф. Черча «Айсберг», «Ніагара», «Осінній ландшафт», «Пейзаж річки Гудзон на заході сонця», «Серце Анд», «Сутінки в дикій природі»(найвідоміша картина Ф. Черча), полотна А. Бірштадта «Йосемітськая долина», «Шлях бізонів. Наближення грози», «Вид на Скелясті гори», полотна Т. Морана «Гранд Каньйон Йелоустоуна», «Ущелина Колорадо», «Гора святого Хреста», «Три Тетони», робота Е. Дюрана «Скелі Кліф», «Пейзаж річки Гудзон», «Гора Хук».

## Вплив школи річки Гудзон на розвиток природоохоронного руху в США
Як вважає відомий дослідник природоохоронного руху США Р. Неш, американські художники дикої природи (як і американські письменники дикої природи) по суті стали прощурами американського руху на захист дикої природи. Їх заслуга передусім полягає в тому, що вони познайомили американську громадськість з дикою природою США, створивши своєрідний культ дикої природи. Багато в чому завдяки полотнам художників дикої природи, що виставляються в ХІХ столітті навіть у Конгресі США, були створені такі національні парки США як Єллоустоунський, Йосемітський, Гранд Каньйон та інші. Статус охоронюванних отримали також Ніагарський водоспад, Адірондак, гай Маріпоса. Завдяки художникам школи річки Гудзон дика природа стала символом американської культури, американської нації.

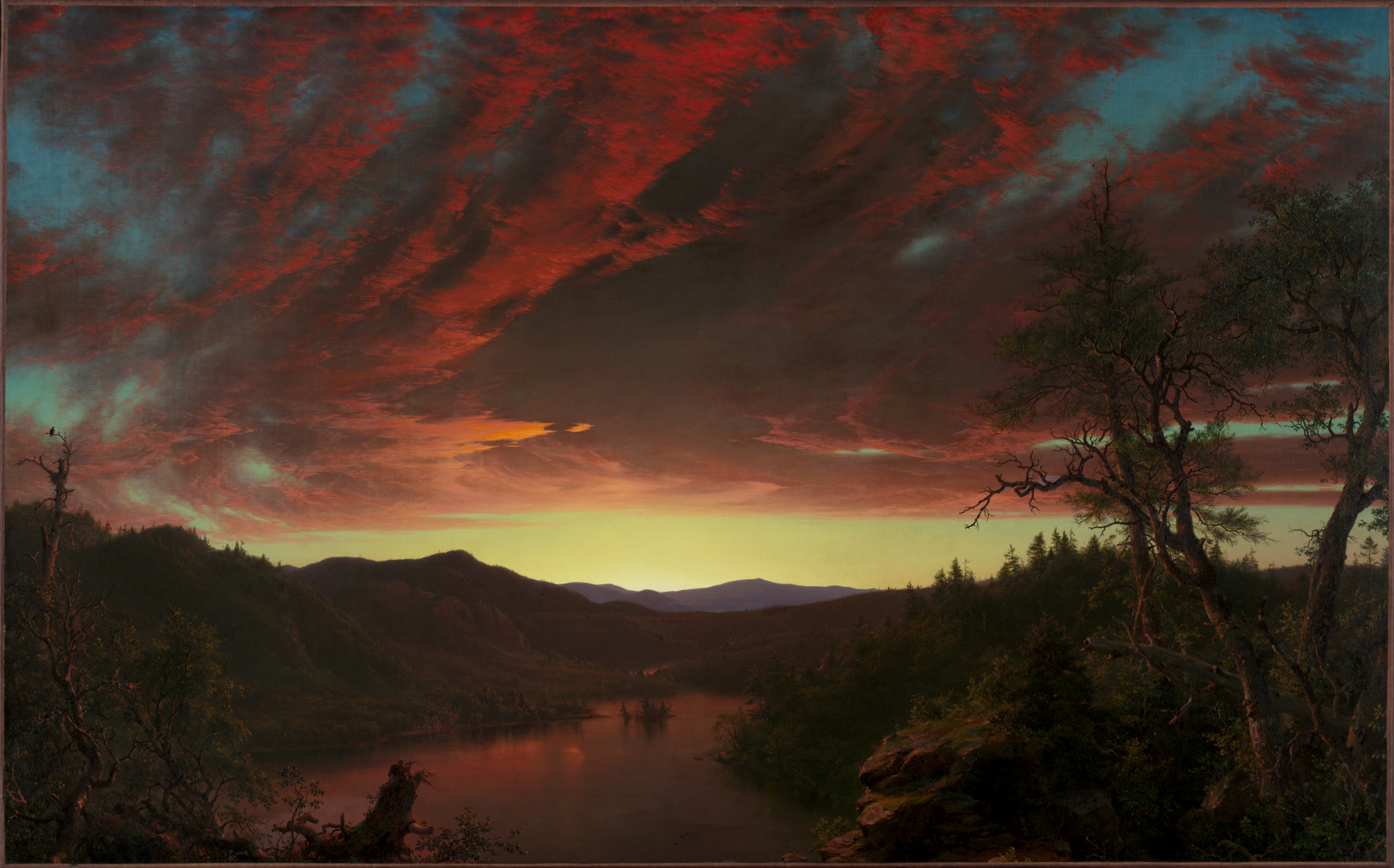
Фредерік Едвін Черч. Сутінки в пустелі 1872
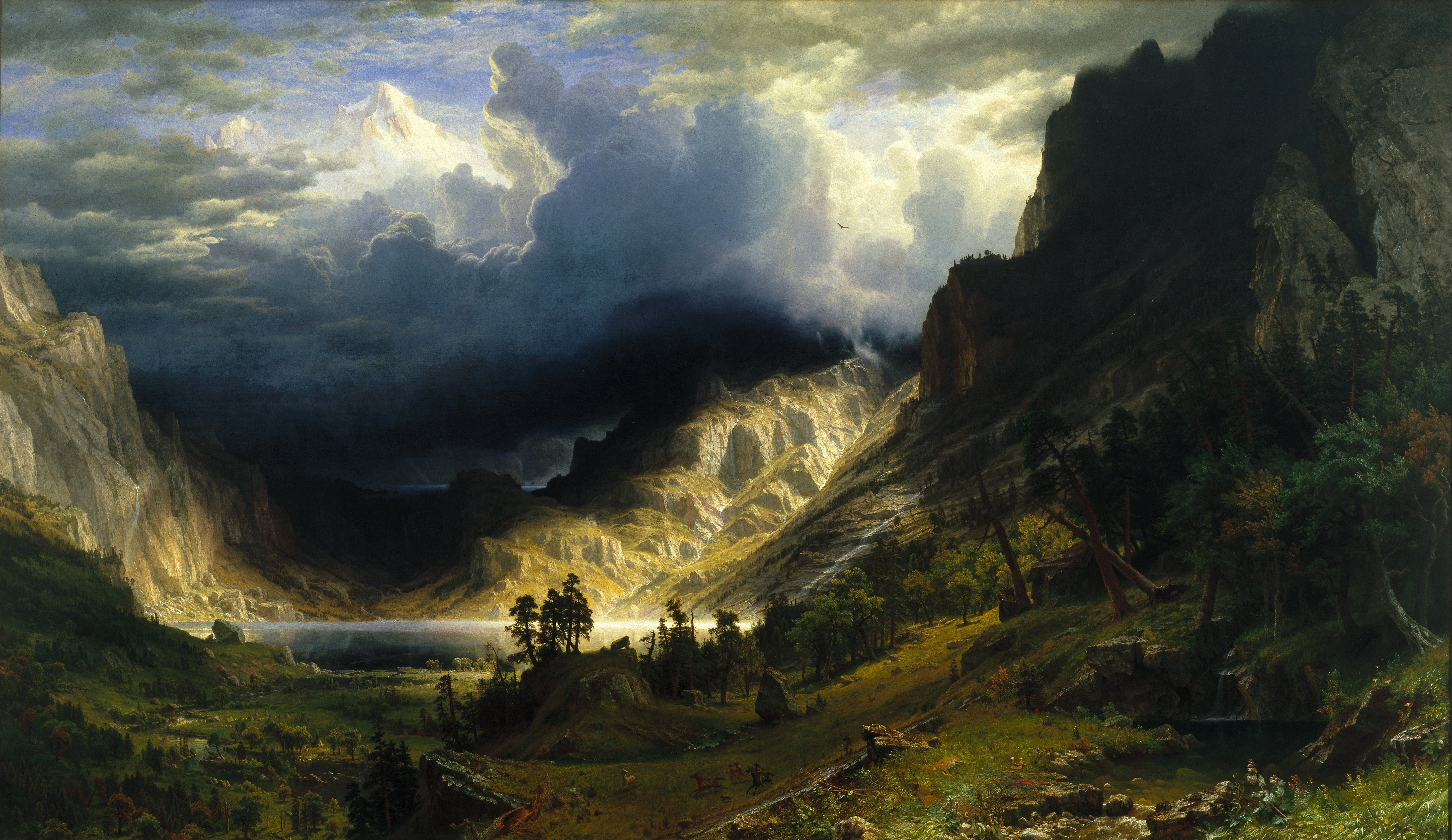
Альберт Бірштадт. Шторм у Скелястих горах, гори Розалі. 1866
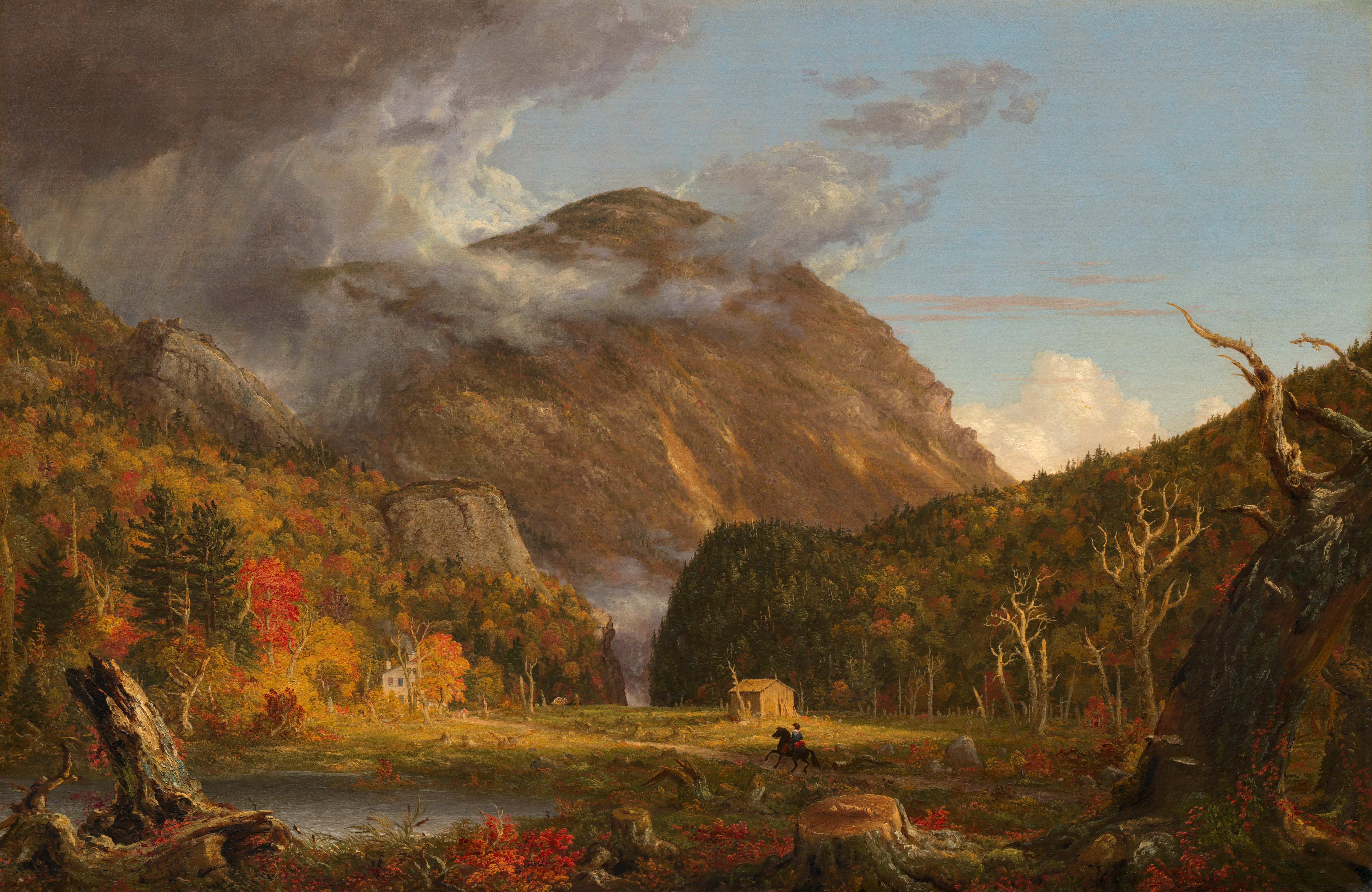
Томас Коул. Вид на перевал Нотч з Білої Гори. 1839
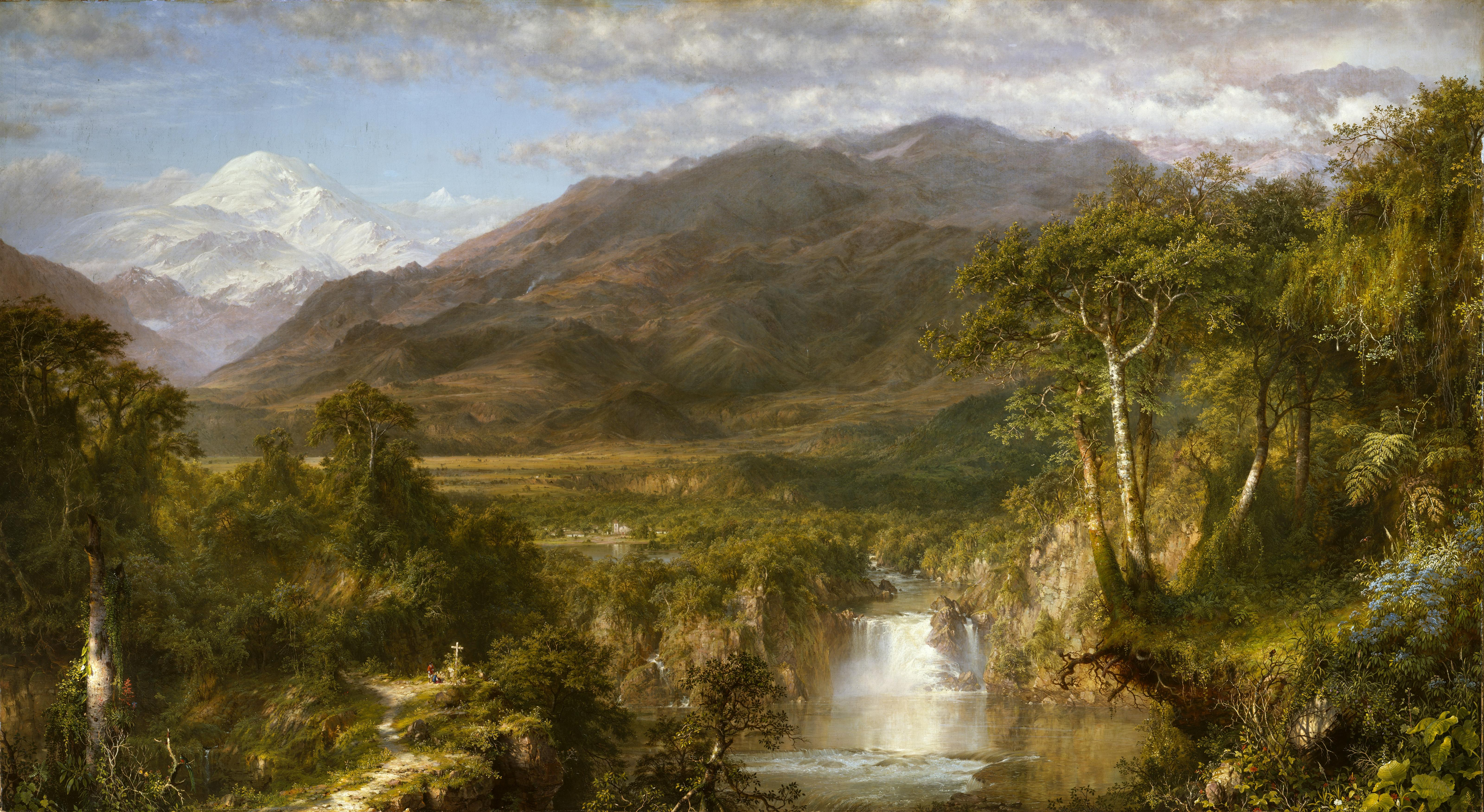
Фредерік Едвін Чорч. Серце Анд. 1859
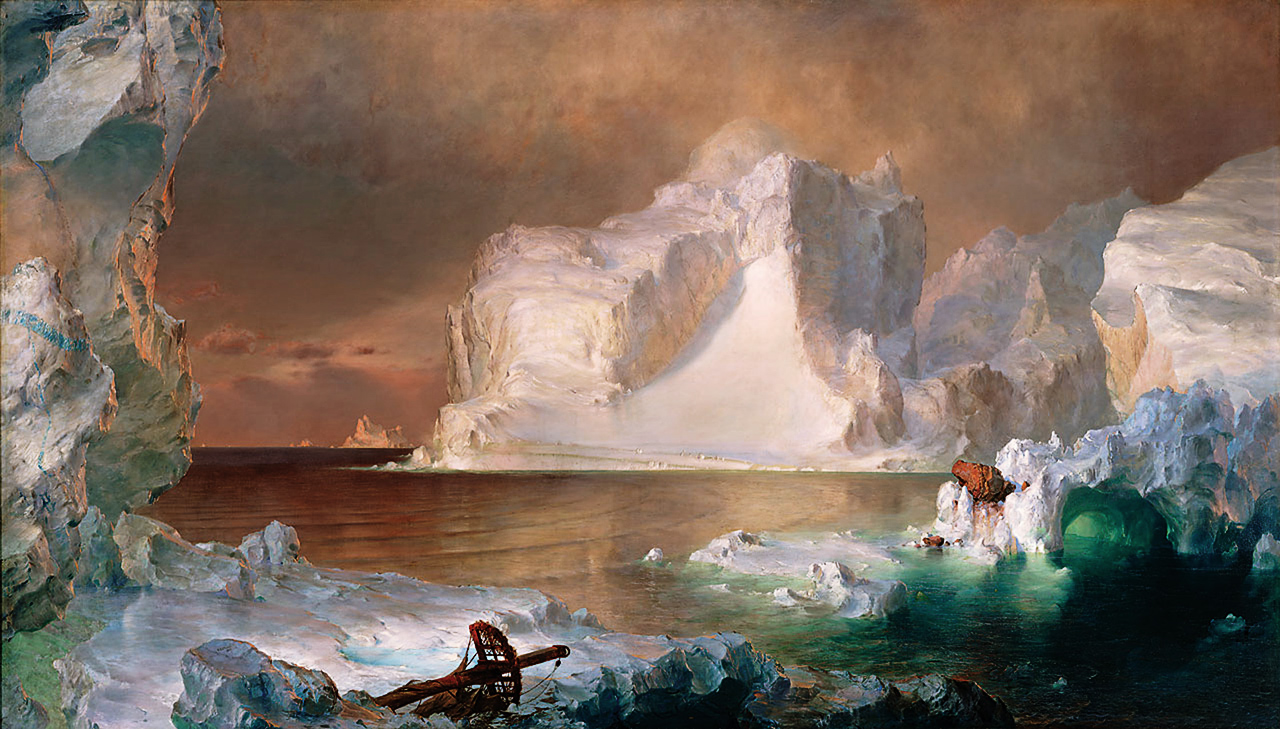
Фредерік Едвін Чорч. Айсберги. 1861

## Подальший розвиток Школи річки Гудзон
Школа річки Гудзон в кінці ХІХ — на початку ХХ століть отримала кілька напрямків свого розвитку. Так, люміністи, куди входили Дж. Харві, М. Хід та інші, захопилися «особливим американським світлом», знаходячи в ньому витончену поезію. Яскравим представником іншого напрямку школи — тоналізму, був Дж. Іннес. У своїх роботах, під впливом барбізонської школи, він використовував ефект туману. В даний час в США є дуже багато художників дикої природи, які розвивають традиції школи річки Гудзон. Одним з найяскравіших з них вважається С. Ліман.

## Відомі художники школи
Альберт Бірштадт, Джон Вільям Касільєр, Фредерік Едвін Черч, Томас Коул, Семюел Колмен, Джаспер Френсіс Кропсі, Томас Доуті, Роберт Скотт Данкансон, Ашер Браун Дюран, Сенфорд Робінсон Ґіффорд, Джеймс МакДугал Гарт, Вільям Гарт, Вільям Стенлі Гасельтайн, Мартін Джонсон Гід, Герман Оттомар Герцог, Томас Гілл, Девід Джонсон, Джон Фредерік Кенсетт, Джервіс Макенті, Томас Моран, Роберт Вальтер Вейр.